# Oxford (Massachusetts)
Oxford è un comune degli Stati Uniti d'America facente parte della contea di Worcester nello stato del Massachusetts.

## Storia
Venne fondata nel 1686 e divenne ufficialmente riconosciuta nel 1713. All'inizio fu abitata principalmente da Ugonotti, che l'abbandonarono dopo che quattro loro concittadini, la famiglia Johnson, vennero uccisi in uno scontro con alcuni Nativi. Per proteggersi da altri eventuali attacchi, i coloni decisero così di costruire un forte, oggi conosciuto come Forte degli Ugonotti. Oxford diede i natali a Clara Barton, fondatrice della Croce Rossa Americana.